# Lazzaro Spallanzani
Lazzaro Spallanzani (Scandiano, 12 gennaio 1729 – Pavia, 11 febbraio 1799) è stato un presbitero e biologo italiano.
Considerato il "padre scientifico" della fecondazione artificiale, è ricordato soprattutto per aver confutato la teoria della generazione spontanea con un esperimento che verrà successivamente ripreso e perfezionato da Louis Pasteur.

## Biografia
Nacque da Gian Nicola e da Lucia Zigliani; a quindici anni entrò nel collegio dei gesuiti di Reggio Emilia, dove seguì i corsi di filosofia e di retorica. All'Università di Bologna compì gli studi di diritto, ma abbandonò poco dopo tale facoltà per dedicarsi alla filosofia naturale laureandosi in Biologia nella medesima Università, avendo come insegnanti la biologa e fisica Laura Bassi, di cui era cugino, e il matematico Felice Luigi Balassi; successivamente continuò a studiare Biologia, specializzandosi in Zoologia e Botanica in vari atenei Francesi. Coltivò anche la lingua italiana, latina e greca, sotto la guida di Giovan Battista Bianconi. Questi «gli insegnò la lingua francese, la quale lo Spallanzani scrisse, se non con eleganza, con grande sicurezza e facilità». Esordì come scienziato con le Lettere due sopra un viaggio nell'Appennino Reggiano e al lago di Ventasso, riguardanti il problema dell'origine delle sorgenti.
Nel 1757 insegnò greco nel Seminario e fisica e matematica all'Università di Reggio Emilia. Nel 1762 prese gli ordini sacerdotali e nel 1763 si trasferì a Modena, dove insegnò filosofia e retorica all'Università e matematica e greco presso il Collegio San Carlo di Modena.

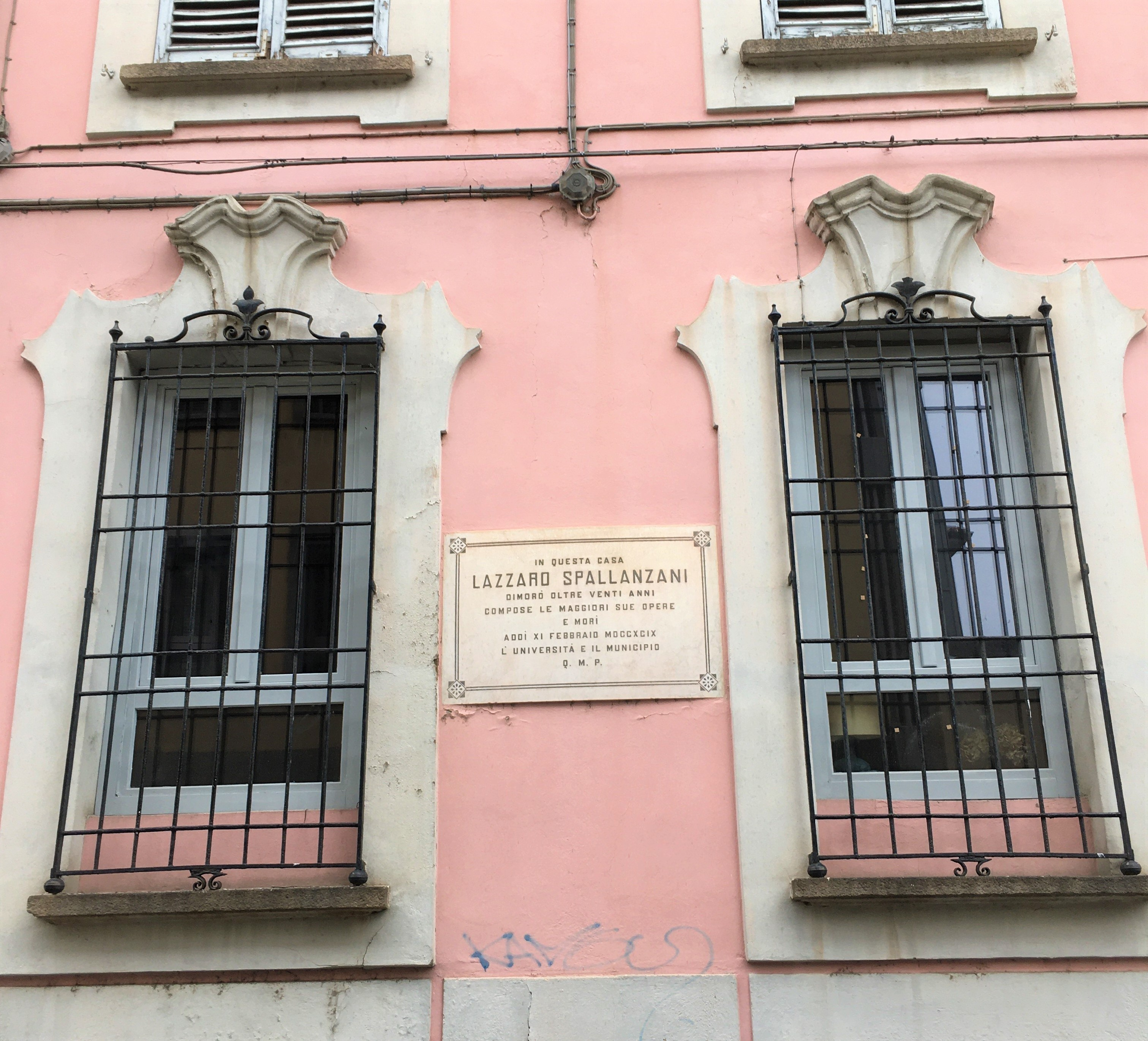
Pavia, Palazzo Ghislieri Aizaghi Malaspina, lapide posta presso l'abitazione dello Spallanzani.

Nel novembre del 1769 fu chiamato all'Università di Pavia, per insegnarvi Storia naturale (carica che tenne fino alla morte) e assunse la direzione del Museo dell'Università, di cui fu rettore nell'anno 1777 - 1778.
Sin dal 1771 era riuscito a creare un Museo di Storia Naturale, che nel corso degli anni acquistò una grande fama, anche internazionale, e fu visitato perfino dall'imperatore Giuseppe II d'Austria.
Nel 1784 a La Spezia studiò il fenomeno di una vasta polla d'acqua dolce che emerge in pieno mare davanti alla località di Cadimare.
Effettuò numerosi viaggi, fra quelli celebri a Costantinopoli (1785-86) e nelle Due Sicilie (1788), durante i quali realizzò anche importanti osservazioni in ambito geologico. Nel 1785, mentre era in un viaggio a Costantinopoli e nei Balcani, fu accusato dal custode del Museo di Pavia (sobillato da alcuni colleghi) di aver rubato reperti del Museo: la vicenda si concluse dopo un anno con la dimostrazione della completa innocenza di Spallanzani e la condanna dei calunniatori.
Morì nella notte tra l'11 ed il 12 febbraio 1799 nella sua abitazione situata all'interno del Palazzo Ghislieri Aizaghi Malaspina di Pavia e venne sepolto nel Cimitero monumentale.

## Attività scientifica

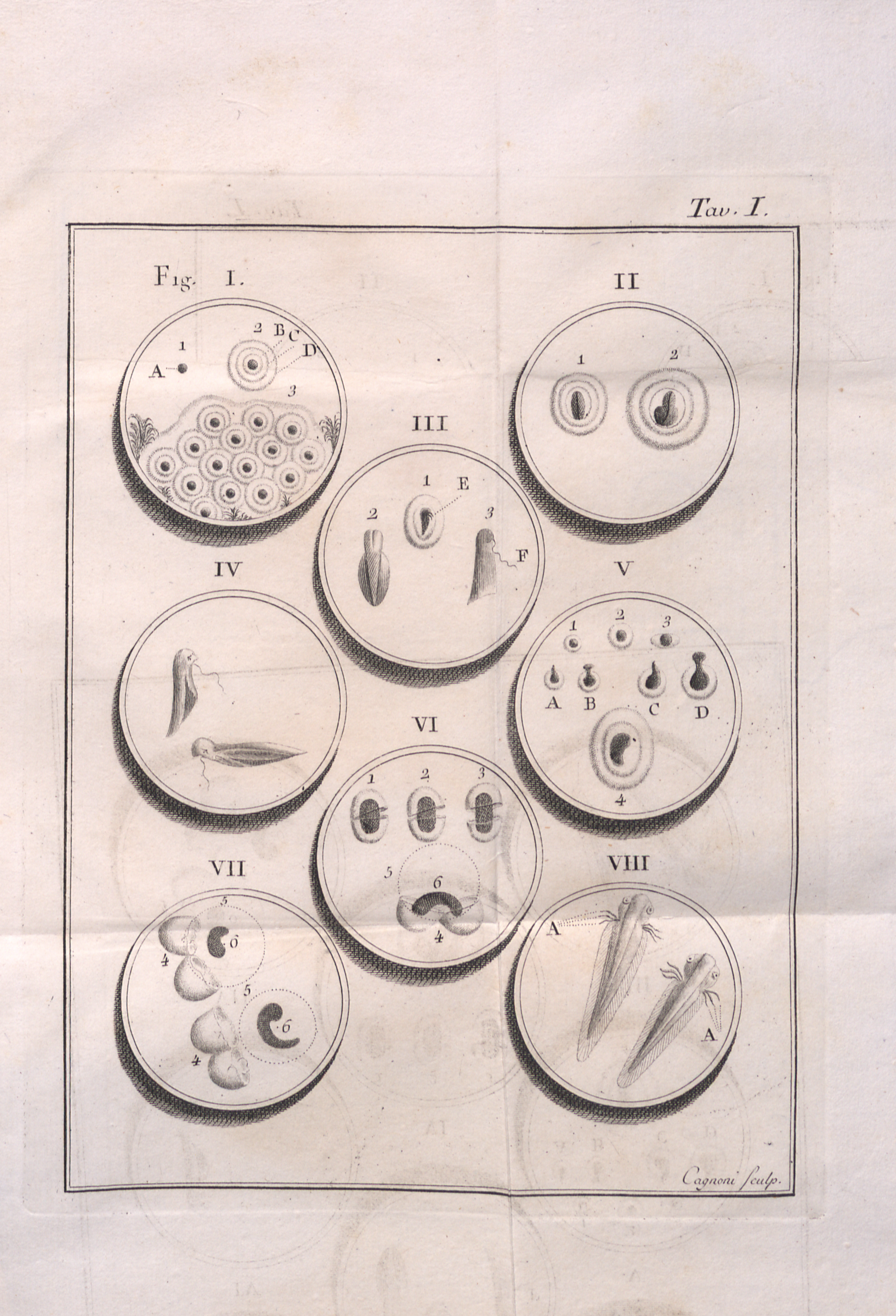
Dissertazioni di fisica animale e vegetabile, 1780

La sua opera resta legata ad esperienze e scoperte di eccezionale importanza, che portarono a negare in primo luogo la generazione spontanea negli infusori. Scoprì inoltre il succo gastrico, compì studi notevoli sulla fecondazione e ammise per via sperimentale l'esistenza degli scambi gassosi respiratori nel sangue. Si occupò anche di zoologia anticipando, insieme allo svizzero Charles Jurine, la teoria dell'ecolocalizzazione dei pipistrelli, scoprendo che questi mammiferi mantenevano la capacità di orientarsi ed evitare ostacoli anche se resi sperimentalmente ciechi.

### La generazione spontanea
Nel 1761 iniziò a interessarsi della generazione spontanea, il principale problema allora discusso dai naturalisti, e, dopo quattro anni di ricerca, nel Saggio di osservazioni Microscopiche sul Sistema della Generazione de' Signori di Needham e Buffon (1765), riuscì a determinarne l'infondatezza.
Egli preparò degli infusi e li sterilizzò facendoli bollire per più di un'ora. Alcuni di questi infusi erano contenuti in recipienti di vetro sigillati alla fiamma. Spallanzani notò che in questi contenitori non si verificava crescita batterica (l'infuso non si intorbidiva né era possibile osservare microrganismi al microscopio). Questo lavoro lo fece conoscere in tutta Europa.

### Gli studi fisiologici
Nel 1768 si interessò del cuore  e su questo argomento pubblicò Dell'azione del cuore nei vasi sanguigni.
Tra il 1777 e il 1780 approfondì il problema della riproduzione e fin dal 1777 ottenne la prima fecondazione artificiale, usando uova di rana e rospo. Raccolse i risultati dei propri esperimenti in Dissertazioni di fisica animale e vegetale. Si dedicò, inoltre, a ricerche inerenti alla digestione e alla respirazione.
Le sue ricerche di fisiologia gastroenterologica furono fondamentali nel dimostrare come il processo digestivo non consista solo nella semplice triturazione meccanica del cibo, ma anche in un processo di azione chimica a livello gastrico, necessario per permettere l'assorbimento dei nutrienti.

### La collezione

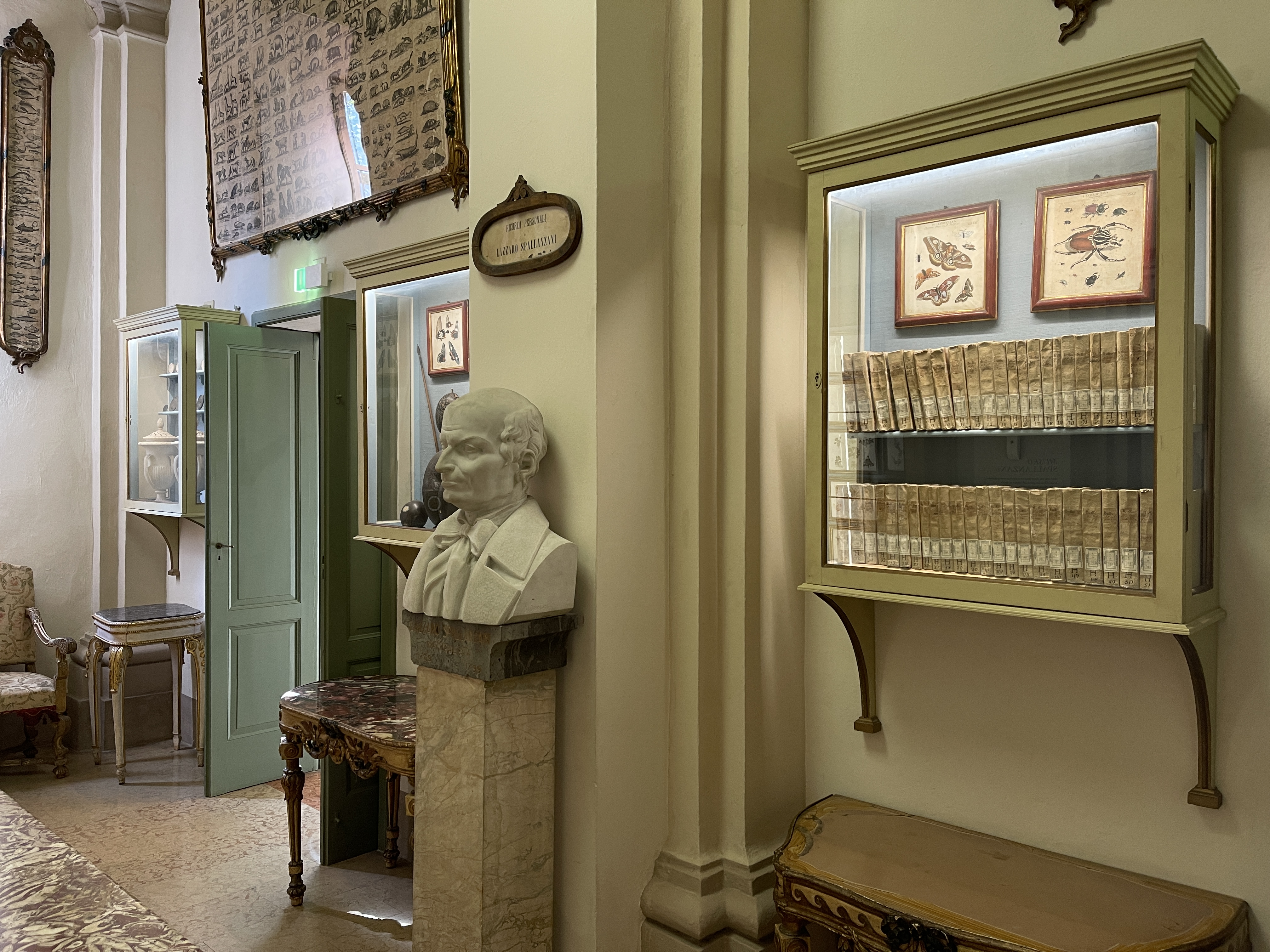
Parte della collezione Spallanzani presso i Musei Civici di Reggio Emilia

Insieme al museo di storia naturale dell'Università di Pavia, Lazzaro Spallanzani costituì una collezione privata nella sua casa natia di Scandiano, che oggi è esposta nei Musei Civici di Reggio Emilia e comprende reperti zoologici, paleontologici, litologici, botanici, oggetti di arredo. È stato mantenuto l'allestimento del 1883 che, in 21 armadi, espone gli oggetti secondo la sistematica linneana.
La collezione dei manoscritti e il carteggio di Spallanzani sono conservati nella Biblioteca Panizzi di Reggio Emilia. Il loro studio è stato intrapreso a partire dai primi anni settanta da studiosi come Carlo Castellani e si è concluso con la pubblicazione dell'Edizione nazionale.

## Onori

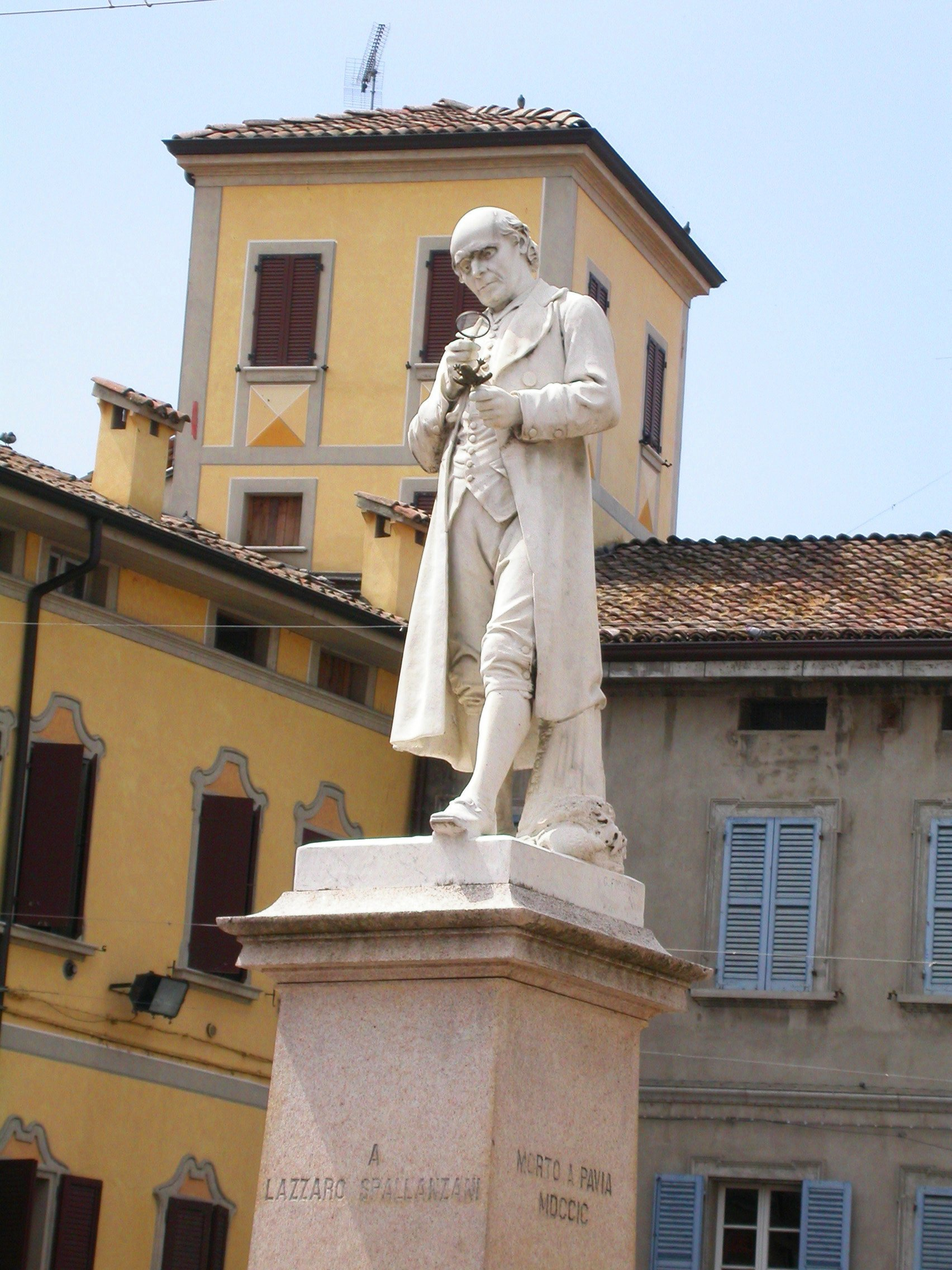
Il monumento a Lazzaro Spallanzani nell'omonima piazza di Scandiano

L'asteroide 10350 Spallanzani e un cratere di 72,5 km di diametro sul pianeta Marte sono stati chiamati così in suo onore.
In molte città italiane gli sono state dedicate scuole, vie, piazze e istituti scolastici.
A lui è stata dedicata la specie di Anellide che ricorda un fiore, Spirographis spallanzanii.
A lui è stata dedicata, dall'amico entomologo Pietro Rossi, la specie di mantide Ameles spallanzania.
Spallanzani è un personaggio del racconto L'uomo della sabbia (Der Sandmann), di Ernst Theodor Amadeus Hoffmann.
L’Ospedale “Lazzaro Spallanzani” di Roma fu inaugurato nel 1936 come presidio destinato alla prevenzione, diagnosi e cura delle malattie infettive, con una dotazione di 296 posti letto in 15 differenti padiglioni e in un’area di 134.000 metri quadrati.

## Opere principali

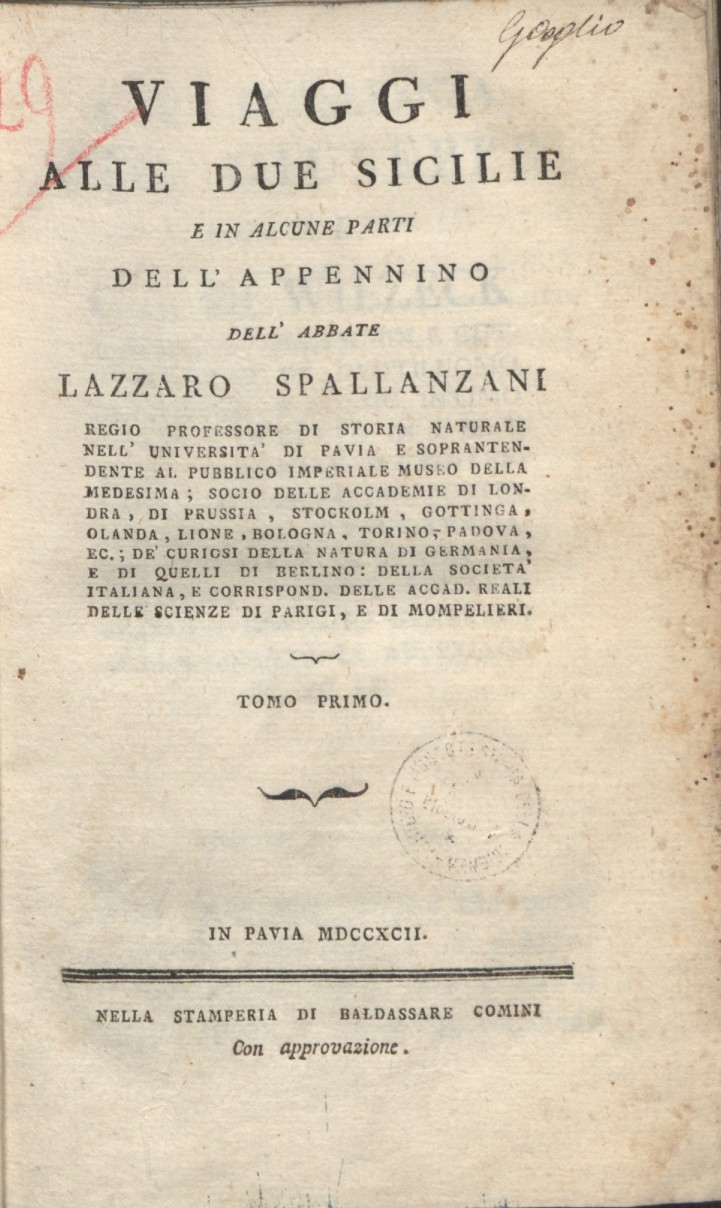
Viaggi alle Due Sicilie e in alcune parti dell'Appennino, 1792

- Saggio di osservazioni microscopiche concernenti il sistema della generazione de' signori di Needham e Buffon, Modena, Bartolomeo Soliani, 1765.
- Dissertazioni due, Modena, Bartolomeo Soliani, 1765.
- Dell'azione del cuore ne' vasi sanguigni nuove osservazioni, Modena, Giovanni Montanari, 1768.
- (FR) Nouvelles recherches sur les découvertes microscopiques, vol. 1, Londra e Parigi, Jacques Lacombe, 1769.
- Opuscoli di fisica animale e vegetabile, vol. 1, Modena, Società tipografica, 1776.
- Opuscoli di fisica animale e vegetabile, vol. 2, Modena, Società tipografica, 1776.
- Dissertazioni di fisica animale e vegetabile, vol. 1, Modena, Società tipografica, 1780.
- Dissertazioni di fisica animale e vegetabile, vol. 2, Modena, Società tipografica, 1780.
- (FR) Expériences pour servir a l'histoire de la génération des animaux et des plantes, Ginevra, Barthelemi Chirol, 1785.
- Viaggi alle Due Sicilie e in alcune parti dell'Appennino, vol. 1, Pavia, Baldassare Comino, 1792.
- Viaggi alle Due Sicilie e in alcune parti dell'Appennino, vol. 2, Pavia, Baldassare Comino, 1792.
- Viaggi alle Due Sicilie e in alcune parti dell'Appennino, vol. 3, Pavia, Baldassare Comino, 1793.
- Viaggi alle Due Sicilie e in alcune parti dell'Appennino, vol. 4, Pavia, Baldassare Comino, 1793.
- Viaggi alle Due Sicilie e in alcune parti dell'Appennino, vol. 5, Pavia, Baldassare Comino, 1795.
- Lettere sopra il sospetto di un nuovo senso nei pipistrelli, Torino, Stamperia reale, 1794.
- Chimico esame degli esperimenti del sig. Gottling, Modena, Società tipografica, 1796.
- Memorie su la respirazione, vol. 1, Milano, Annesio Nobili, 1803.
- Memorie su la respirazione, vol. 2, Milano, Annesio Nobili, 1803.